# Emerson da Conceição
Émerson da Conceição (* 23. Februar 1986 in São Paulo), bekannt als Émerson, ist ein brasilianischer ehemaliger Fußballspieler.

## Karriere

### Corinthians Paranaense und OSC Lille
Emerson begann seine Profikarriere im Jahr 2006 im Club Corinthians Paranaense (2006 noch J. Malucelli Futebol). Durch seine Leistung fiel er dem französischen OSC Lille auf. Zur Saison 2006/07 wechselte er für eine Ablöse von 450.000 Euro zu OSC Lille, wo er in kurzer Zeit zum Stammspieler wurde. Gemeinsam mit seinem Club gewann er am 14. Mai 2011 den Französischen Fußballpokal und im gleichen Jahr auch die Französische Liga.

### Benfica Lissabon
Ende Juli 2011 unterschrieb Émerson einen Vertrag für drei Jahre bei Benfica Lissabon. Dieser Transfer kostete den Verein rund 2 Millionen Euro Ablöse. Am 20. Juli 2011 bestritt er sein erstes Spiel für Benfica Lissabon, im Freundschaftsspiel gegen FC Toulouse. Im Sommer 2012 wurde Émerson nicht in den Plänen des Trainers Jorge Jesus berücksichtigt und entschied sich das Team zu wechseln.

### Trabzonspor
Der Außenverteidiger wechselte zur Saison 2012/13 für 1,6 Millionen Euro in die Türkei zu Trabzonspor, wo er einen Vertrag bis Sommer 2014 unterschrieb. Benfica ist mit 20 % an einem Weiterverkauf beteiligt.

### Stade Rennes
Im Sommer 2013 unterzeichnete der Brasilianer einen Einjahresvertrag mit dem französischen Erstligisten Stade Rennes.

### Brasilien
Nach Ablauf seines Vertrages bei Stade Rennes kehrte Emerson nach Brasilien zurück und schloss sich Atlético Mineiro an. Mit dem Klub konnte der 2014 den nationalen Pokal gewinnen, wobei er nur einem Spiel im Achtelfinale zum Einsatz kam. Nachdem er in der Saison 2015 nur noch zu zwei Einsätzen in der Staatsmeisterschaft gekommen war, endete sein Kontrakt im Dezember 2015. Erst im Juni 2016 fand er in dem Coritiba FC einen neuen Arbeitgeber. Der Kontrakt endete im Dezember mit dem Ende der Meisterschaftsrunde. Erst über ein Jahr später wurde Emerson erneut unter Vertrag genommen. Er kam zum unterklassigen Rio Branso SC.

## Erfolge
OSC Lille:
- Coupe de France 2011
- Französischer Fußballmeister 2011

Benfica Lissabon
- Taça da Liga: 2012

Atlético Mineiro
- Copa do Brasil: 2014
- Staatsmeisterschaft von Minas Gerais: 2015